# Liste der denkmalgeschützten Objekte in Annaberg-Lungötz
Die Liste der denkmalgeschützten Objekte in Annaberg-Lungötz enthält die 3 denkmalgeschützten, unbeweglichen Objekte der Gemeinde Annaberg-Lungötz.

## Denkmäler
| Foto |                 | Denkmal                                                                  | Standort                                     | Beschreibung | Metadaten |
| ---- | --------------- | ------------------------------------------------------------------------ | -------------------------------------------- | --- | --- |
| ja   | Datei hochladen | Ehem. Mesnerhaus (Försterhaus) HERIS-ID: 60178 Objekt-ID: 72181          | Annaberg 2 Standort KG: Annaberg             | | BDA-Hist.: Q38090651 Status: Bescheid Stand der BDA-Liste: 2025-06-30 Name: Ehem. Mesnerhaus (Försterhaus) GstNr.: 8/1                                |
| ja   | Datei hochladen | Kath. Pfarrkirche hl. Anna HERIS-ID: 8932 Objekt-ID: 4897                | Annaberg 33 Standort KG: Annaberg            | Die dem Stift Sankt Peter inkorporierte barocke Pfarrkirche hl. Anna steht in der Ortsmitte auf einer schmalen Talstufe und wurde von 1750 bis 1752 nach den Plänen des Baumeisters Johann Ernst von Keutschach erbaut. Bilder von Franz Xaver König. Figuren von Johann Georg Hitzl. Zwei Putten von Hans Waldburger. | BDA-Hist.: Q16855642 Status: § 2a Stand der BDA-Liste: 2025-06-30 Name: Kath. Pfarrkirche hl. Anna GstNr.: .5, .188 Pfarrkirche Annaberg im Lammertal |
| ja   | Datei hochladen | Friedhofskapelle HERIS-ID: 8934 Objekt-ID: 4899                          | Standort KG: Annaberg                        | Die schlichte Friedhofskapelle mit Schindelsatteldach und Dachreiter wurde 1783 erbaut. Altarrelief Beweinung Christi und Konsolfiguren der hll. Thomas und Bartholomäus von Hans Waldburger um 1620. | BDA-Hist.: Q38023771 Status: § 2a Stand der BDA-Liste: 2025-06-30 Name: Friedhofskapelle GstNr.: 9 Friedhofskapelle Annaberg im Lammertal             |
| BW   | Datei hochladen | Ehem. Wirtskapelle an der Lungötzer Landesstraße HERIS-ID: 8946seit 2025 | Gappen 72, gegenüber von Standort KG: Gappen | | BDA-Hist.: Q135167752 Status: Bescheid Stand der BDA-Liste: 2025-06-30 Name: Ehem. Wirtskapelle an der Lungötzer Landesstraße GstNr.: 302             |